# Ascension (webzine)
Pour les articles homonymes, voir Ascension.
 (octobre 2023).
Ascension était un webzine consacré à la musique de Christian Vander, et, par extension, aux groupes évoluant dans la sphère zeuhl. Le titre était un hommage à l'album éponyme de John Coltrane, musicien favori de Christian Vander. 11 numéros sont parus sur 6 années. Le journal est actuellement toujours disponible en téléchargement gratuit.
Le premier numéro paraît le 27 janvier 2005. Très amateur et composé de 8 pages seulement, le magazine est alors à la fois disponible sur le net et imprimé en noir et blanc sur papier en petite quantité (500 exemplaires). Distribué gratuitement le même jour lors du concert de Magma à l'Olympia, la publication rencontre un succès d'estime, mais essuie des critiques justifiées concernant la faiblesse éditoriale de ce premier opus composé majoritairement de poèmes et de dessins. L'équipe éditoriale décide d'élever le niveau et propose dès le numéro suivant un entretien avec James Mac Gaw, guitariste de Magma . Il faudra cependant attendre la parution du numéro 3, comportant une interview de Christian Vander lui-même et l'aide de Jacques Guiton, pour que le journal soit reconnu pour la qualité de son contenu. 
Le journal a trouvé sa tonalité : il présente la mise en page d'un magazine, avec une photographie en pleine page en couverture, sur laquelle sont juxtaposés quelques titres annonçant le contenu. Le journal, en effet, ne comporte pas de sommaire, pour inciter les lecteurs à le lire jusqu'à la dernière page. Très vite, la quatrième de couverture sera le prétexte à exposer une œuvre graphique en rapport avec l'esprit de la publication. Le numéro 3 marque aussi la fin des distributions gratuites du magazine, devenu par la suite webzine accessible gratuitement sur le net. Cependant, quelques exemplaires papiers seront encore imprimés pour remercier les rédacteurs et musiciens participant à l'aventure.
Rédigé par des bénévoles, la parution du journal est aléatoire, et sa pagination, exponentielle. Le record sera atteint en 2009 avec la sortie du numéro 9 comportant 32 pages,. 
La publication est alors à son apogée. Le décès brutal de Jacques Guiton l'année suivante signera en partie la fin du journal. Le cœur n'y est plus et la lassitude se fait sentir au sein de l'équipe. 
Après un appel à participation resté vain dans le numéro 11 paru le 11 novembre 2011, la fin du journal sera annoncée le mois suivant. 
74 personnes y auront participé depuis sa création, dont des musiciens comme Christian Vander, Denis Goulesque (notamment dans un entretien sur les Wurdalaks) Jean-Luc Chevalier, Philippe Bussonnet, Michel Graillier, Jacques Vidal, Laurent Thibault, Yochk’o Seffer, Didier Lockwood, Jean-Marc Jafet...